# Carcelia kowarzi
Carcelia kowarzi là một loài ruồi trong họ Tachinidae.